# Myotis punicus
Нічниця Фелтена (Myotis punicus) — вид рукокрилих родини Лиликові (Vespertilionidae).

## Поширення
Країни проживання: Алжир, Лівія, Мальта, Марокко, Туніс. 

## Стиль життя
Цей вид харчується в рідколіссі та чагарникових напівпустелях. Влаштовує сідала під землею, можливо, також в будівлях і мостах. 